# Bouanri
Bouanri è un arrondissement del Benin situato nella città di Bembèrèkè (dipartimento di Borgou) con 22.947 abitanti (dato 2006).